# Горгуль, Анатолий Сергеевич
Анатолий Сергеевич Горгуль (род. 7 мая 1938, станица Новолеушковская, Краснодарский край) — советский и российский актёр театра и кино, педагог, профессор, народный артист РСФСР (1991).

## Биография
Анатолий Горгуль родился 7 мая 1938 года в станице Новолеушковская Павловского района Краснодарского края в казачьей семье. Отец ушёл на Великую Отечественную войну, мать погибла на глазах Анатолия во время бомбежки, а его самого выходил немецкий хирург. С 1955 по 1957 год работал слесарем-сборщиком на заводе «Ростсельмаш».
Театральную деятельность начал в 1958 году в Кузнецком драматическом театре. В 1963—1967 годах работал в Оренбургском драматическом театре, одновременно учился в Москве, в школе-студии им. Немировича-Данченко при МХАТ СССР им. М. Горького, которую окончил в 1966 году.
В 1967 году его пригласил к себе главный режиссёр Краснодарского драматического театра Михаил Куликовский. С тех пор играет в Краснодарском театре драмы.
Преподаёт в Кубанском государственном университете культуры и искусств, где ведёт курс по актёрскому мастерству на отделении театральной режиссуры.

## Награды и премии
- Заслуженный артист РСФСР (31 января 1975)[3].
- Народный артист РСФСР (22 апреля 1991)[4]
- Краевая премия им. К. Россинского (1996).
- Золотая медаль «За выдающийся вклад в развитие культуры Кубани».
- Премия им. М. А. Куликовского за роль Василия Кузовкина в спектакле «Нахлебник» (2008).
- Медаль «Герой труда Кубани» (1 июня 2018) — за многолетнюю творческую деятельность и большой личный вклад в развитие культуры Кубани[5].
- Премия «Золотая Маска» «За выдающийся вклад в развитие театрального искусства» (2022)[6]
- Премия администрации Краснодарского края в области культуры за 2011 год (15 мая 2012) — за яркое воплощение мужских образов в спектаклях современной и классической драматургии

## Работы в театре

### Краснодарский драматический театр
- «Маскарад» М. Ю. Лермонтова — Звездич
- «Директор» Ю. Нагибина — Алексей
- «Три мушкетёра» А. Дюма — Арамис
- «Каса Маре» И. Друцэ — Павелаке
- «Отелло» В. Шекспира — Кассио
- «Украденное счастье» И. Франко — Михаиле Гурман
- «Иркутская история» А. Арбузова — Виктор
- «Плавни» Б. Крамаренко — Семёнов
- «Цемесская бухта» А. Софронова — Герой Советского Союза Николай Сипягин
- «Незабываемые годы» А. Ломоносова по трилогии Н. Погодина — матрос Рыбаков
- «Судьба» по роману П. Проскурина — Захар Дерюгин
- «Наедине со всеми» А. Гельмана — Андрей Голубев
- «Макбет» У. Шекспира — Макдуф
- «Антоний и Клеопатра» У. Шекспира — Марк Антоний
- «Рядовые» А. Дударева — Дугин
- «Уик-энд с убийством» Н. Воронова — Вессон
- «Последняя женщина сеньора Хуана» Л. Жуховиикого — Дон Хуан
- «Единственный свидетель» А. и П. Тур — доктор Мартын Садовников
- «Солдатская вдова» Н. Анкилова — Андрей Ворохов
- «Чья шинель, товарищи?» Б. Кривошея — паркетчик Селищев
- «Приведения» Г. Ибсена — пастор Мандерс
- «Собачье сердце» М. Булгакова — профессор Преображенский
- «Портрет» Т. Хоу — Гаднер Чёрч
- «Сэр Джон Фальстаф и виндзорские насмешницы» В. Шекспира — Фальстаф
- «Хорош дом, да морока в нём» И. Вараввы, Р. Кушнарева — Кондрат Шульга
- «Гамлет» У. Шекспира — Гамлет-старший
- «Синяя птица» М. Метерлинка
- «Мамуре» Жан Сарман — Фердинанд
- 1992 — «Бег» М. Булгакова — Главнокомандующий
- 1993 — «Тартюф» Мольера – М. Булгакова — Тартюф
- 1993 — «Идиот» по Ф. Достоевскому — Иволгин
- 1994 — «Отчего люди не летают»/«Гроза» А. Островского — Кулигин
- 1995 — «Бададошкин и сын» Л. Леонова — Бададошкин
- 1997 — «Невольницы» А. Островского — Стыров
- 1998 — «Фома Фомич» по Ф. Достоевскому — Ежевикин
- 1999 — «Капитанская дочка» А. Пушкина — Савельич
- 1999 — «Они были так трепетно счастливы» Н. Птушкиной — Игорь
- 2000 — «Жаворонок, или исповедь Жанны Д'Арк» Ж. Ануя — архиепископ
- 2001 — «Дядя Ваня» А. Чехова — профессор Серебряков
- 2001 — «Игроки» Н. Гоголя — Глов-старший
- 2001 — «Хитроумная влюбленная» Лопе де Вега — Бернардо
- 2003 — «Аккомпаниатор» А. Галина — Изольд Кукин
- 2003 — «Чума на оба ваши дома» Г. Горина — герцог
- 2003 — «Ромео и Джульетта» У. Шекспира — Эскал, Князь Веронский
- 2004 — «Полёт над гнездом кукушки» Дэйл Вассермана — доктор Спиви
- 2005 — «Маугли» В. Волькенштейна — Балу
- 2006 — «Доходное место» А. Островского — Аристарх Владимирыч Вышневский
- 2006 — «Ночь перед Рождеством» Н. Гоголя — козак Чуб
- 2007 — «Двенадцать месяцев» Самуил Маршак — Январь
- 2008 — «Нахлебник» И. Тургенева — Василий Семеныч Кузовкин
- 2009 — «Продавец дождя» Р. Нэша — Х. Карри
- 2011 — «Быть или не быть» Уильям Гибсон — Селднс
- 2011 — «В тени виноградника» Валерий Мухарьямов — Гарри Бельдинер
- 2011 — «Гамлет» Уильям Шекспир — Призрак, Могильщик
- 2011 — «Снегурочка» Н. Малюченко — Волхв
- 2012 — «Панночка» Нина Садур — Явтух
- 2012 — «Кошка на раскалённой крыше» Теннесси Уильямс — Доктор Бау
- 2013 — «Мнимый больной» Жан-Батист Мольер (по мотивам) — Аркадий Львович
- 2013 — «Финтифлюшки» А.П. Чехов — сотский Анисим, барин Восьмёркин, плотник Герасим, сторож Семён
- 2014 — «За двумя зайцами» Михаил Старицкий — Йоська
- 2014 — «Вера. Надежда. Любовь — ветеран
- 2014 — «Поминальная молитва» Григорий Горин — Тевье
- «Сэр Фальстаф и виндзорские насмешницы» В. Шекспира

## Фильмография
1. 1973 — Нейлон 100 % — эпизод
2. 1975 — Что человеку надо — эпизод
3. 1991 — Житие Александра Невского — князь Александр Невский
4. 1992 — Болевой приём — шеф
5. 1992 — Гроза над Русью (Украина, Россия) — Василий Блаженный
6. 2007 — Изгнание — Георгий
7. 2014 — Гамлет — Призрак отца Гамлета